# 光路里老芒果樹
23°27′40″N 120°26′28″E / 23.461094°N 120.441125°E
光路里老芒果樹，位於臺灣嘉義市西區光路里的路中樹，被地方視為神樹。

## 保育
老芒果樹位於嘉義市民生南路466巷77號羅水標家前。據當地居民回憶，早年此樹周邊早期是一片空曠地，附近地區可清楚看此樹與諸羅鳥榕王。此老芒果樹在1998年已高達五層樓高。居民在樹下放置寫有「樹仔公神位」的神龕，並有劃設白線提醒駕駛人繞道而行此路中樹。光路里民林昇賢表示，老樹與里民有著長期深厚感情，居民三代受老樹庇佑。

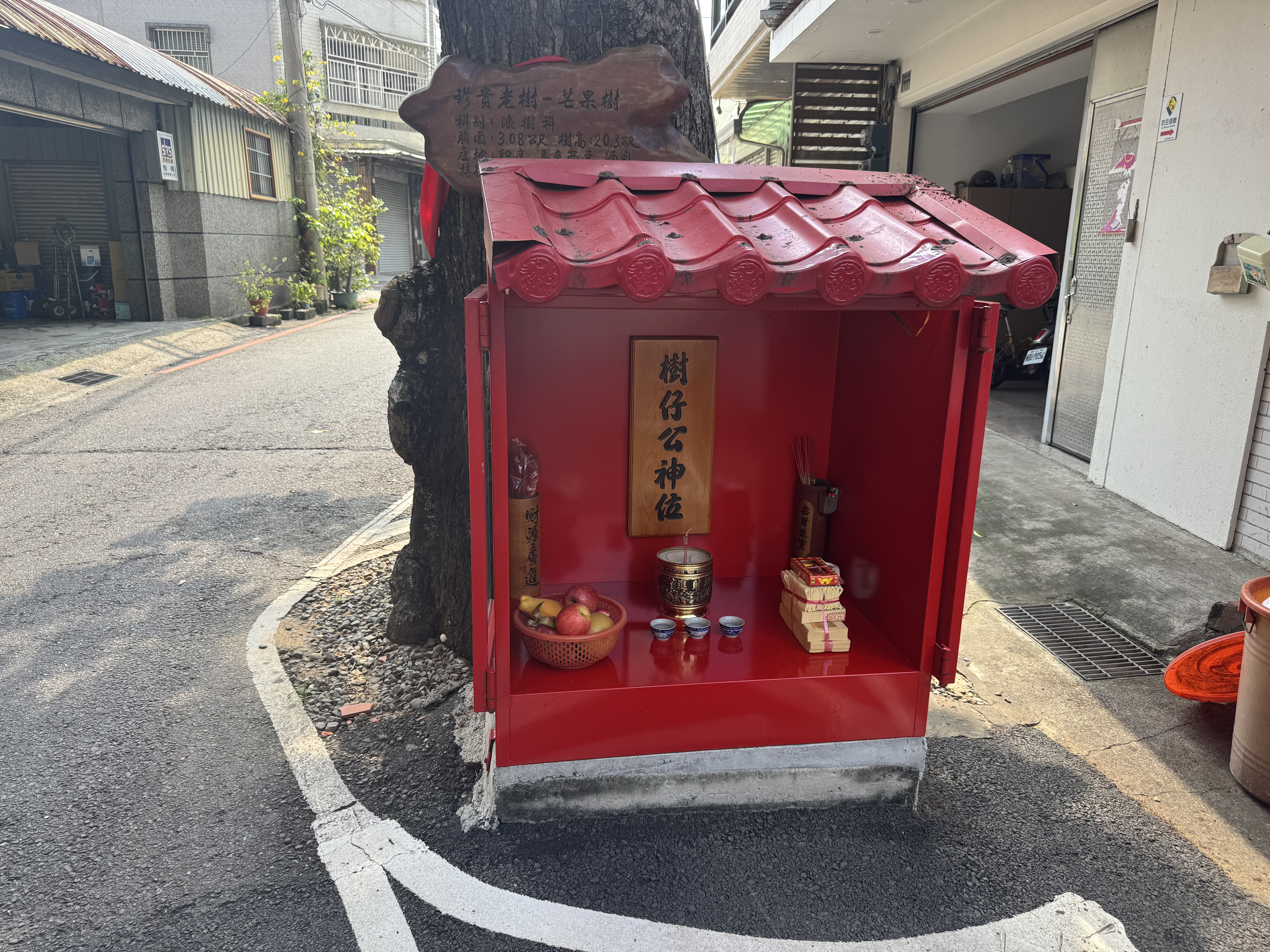
珍貴老樹樹牌與神位

原先此芒果樹預定於1998年10月列為編號7的嘉義市珍貴老樹，但因胸圍3.08公尺不到收錄標準的4.7公尺而未收錄。2006年4月25日下午，嘉義市府建設局農牧課張裕勳受文史工作者胡瑞珠陳情，前往勘查以決定是否列為珍貴老樹。市府建設處農牧科調查後，研判約19世紀末種植，而列管珍貴老樹。之後胡瑞珠再替盧厝里羌母寮一棵樹圍不到3公尺的芒果老樹同樣申請列為珍貴老樹，以防未來被砍除。